# Pseudovesicaria
Pseudovesicaria é um género botânico pertencente à família Brassicaceae.